# Боннер, Александр Тимофеевич
Алекса́ндр Тимофе́евич Бо́ннер (4 июня 1937, Иркутск — 8 декабря 2020, Москва) — советский и российский правовед, доктор юридических наук, профессор МГЮУ, заслуженный деятель науки Российской Федерации.

## Биография
Александр Боннер родился 4 июня 1937 года в городе Иркутске. В 1959 году с отличием окончил юридический факультет Иркутского государственного университета.
В 1966 году окончил аспирантуру Всесоюзного юридического заочного института, защитил кандидатскую диссертацию «Производство по делам, возникающим из административно-правовых отношений» и был направлен на работу в Краснодар. Был старшим преподавателем, а затем доцентом Краснодарского факультета ВЮЗИ, в 1971—1972 годах — доцент юридического факультета Кубанского университета.
С 1972 года работал в Москве. В 1980 году защитил докторскую диссертацию «Применение нормативных актов в гражданском процессе».
Профессор кафедры гражданского процесса Московской государственной юридической академии (университета). Доктор юридических наук, член Научно-консультативного совета при Высшем арбитражном суде Российской Федерации, а также с 1990 года — член московской государственной коллегии адвокатов. Член Квалификационной комиссии Адвокатской палаты г. Москвы.
Работал в адвокатской конторе «Мове и партнёры». Являлся автором многочисленных работ по юриспруденции, в основном по арбитражному и гражданскому процессу.
Умер от коронавируса в ночь с 7 на 8 декабря 2020 г.

## Основные работы
Автор около 260 научных публикаций.
Книги
- «Правосудие как вид государственной деятельности» (М., 1973);
- «Судебный контроль в области государственного управления» (М., 1973; в соавт.);
- «Источники советского гражданского процессуального права» (М., 1977);
- «Применение нормативных актов в гражданском процессе» (М., 1980);
- «Принцип диспозитивности советского гражданского процессуального права» (М., 1987);
- «Принцип законности в советском гражданском процессе» (М., 1989);
- «Законность и справедливость в правоприменительной деятельности» (М., 1992);
- «Установление обстоятельств гражданских дел» (М., 2000);
- Неисковые производства в гражданском процессе. М.: Проспект, 2011;
- Традиционные и нетрадиционные средства доказывания в гражданском и арбитражном процессе. М.: Проспект, 2016;
- Избранные труды : [в 7 т.] / Министерство образования и науки Российской Федерации, Московский государственный юридический университет имени О. Е. Кутафина (МГЮА). — М.: Проспект, 2017;
- Правовые проблемы искусственного оплодотворения. М.: Проспект, 2020;
- Неудобное" искусство: судьбы художников, художественных коллекций и закон. Т. 1. М.: РГ-Пресс, 2021.

## Громкие гражданские дела

### Чубайс против Доренко
В 1997 году Боннер представлял интересы Доренко С. и ЗАО ОРТ по исковому заявлению Чубайса А. о защите чести и достоинства. В обоснование своих требований Чубайс А. указывал на то, что Доренко С. в своей авторской программе неоднократно обвинял его взяточничестве, злоупотреблении должностными полномочиями и совершении других бесчестных поступков. В частности, об искажении информации о перечислении авторами книги о приватизации, соавтором которой является Чубайс А. 95 % от суммы полученных ими гонораров на благотворительные цели.
В просительной части искового заявления Чубайс А. требовал в качестве компенсации морального вреда взыскать с Доренко С. денежную сумму в размере 500 тысяч рублей, а с ЗАО ОРТ — 5 млн рублей.
Выступая в качестве представителя ответчика, Боннер А. Т. строил свою защиту на разъяснении различий между первичной информацией и информацией, содержащей оценку уже распространенных кем-либо или широко известных обществу фактов. Боннер пояснил, что в своей программе Доренко С. не распространял каких-либо новых сведений относительно действий Чубайса А., в частности, он лишь комментировал факты заключения договора Чубайсом А. и получения им вознаграждения за ненаписанную книгу. При этом автором указанной информации был сам Чубайс А.
Что касается иных сведений, якобы порочащих репутацию Чубайса А., и в отношении которых он требовал опровержения, то они представляют собой не что иное, как личностную оценку действий Чубайса А. со стороны Доренко С. В соответствии с Конституцией Российской Федерации каждому гарантируется свобода мысли и слова. Никто не может быть принужден к выражению своих мнений и убеждений или отказу от них. Идеи, мнения, оценки не могут быть опровергнуты по решению суда как не соответствующие действительности. В соответствии со ст. 46 Закона «О средствах массовой информации» такие идеи, оценки и мысли оспариваются в порядке ответа (реплики, комментария) в том же средстве массовой информации.
Решением Останкинского межмуниципальный суд г. Москвы от 1 октября 1998 года в иске А. Б. Чубайсу было отказано. Кассационная инстанция данное решение оставила без изменения, а жалобу — без удовлетворения.

## Награды и звания
- Решением Совета Федеральной палаты адвокатов РФ награждён медалью II степени «За заслуги в защите прав и свобод граждан».
- Заслуженный деятель науки Российской Федерации[4]
- Почётный работник высшего профессионального образования Российской Федерации
- Золотая медаль им. Ф. Н. Плевако[5]
- медаль ордена «За заслуги перед Отечеством» II степени (18 мая 2017)